# Pilot 114 SE
Pilot 114 SE är en svensk lotsbåt som byggdes 2001 som Tjb 114 av Marine Alutech Oy Ab i Tykö i Finland för Sjöfartsverket i Norrköping. Tjb 114 stationerades vid Malmö lotsplats. År 2005 döptes båten om till Pilot 114 SE.